# Georgiens Billie Jean King Cup-lag
 Georgiens Billie Jean King Cup-lag representerar Georgien i tennisturneringen Billie Jean King Cup, och kontrolleras av Georgiens tennisfederation. 

## Historik
Georgien deltog första gången 1994. Bästa resultat är då man nådde Grupp I 1999 och 2003.